# Isosorbide
Isosorbide is een bicyclische diol, opgebouwd uit twee gefuseerde tetrahydrofuraanringen. Het kan bereid worden uit biomassa, via zetmeel of glucose. Glucose kan gehydrogeneerd worden tot sorbitol. Door verwarming daarvan met zwavelzuur als katalysator, vindt er een dubbele dehydratie plaats tot isosorbide.

## Toepassing
Isosorbide kan men gebruiken voor de productie van polymeren (polycarbonaat en andere polyesters). Voor polycarbonaat kan men isosorbide gebruiken in plaats van of in combinatie met bisfenol A.
Isosorbide zou ook geschikt zijn voor gebruik in antirimpelmiddelen.

## Derivaten
Isosorbidedinitraat en isosorbidemononitraat worden in de geneeskunde gebruikt voor de behandeling van angina pectoris; het zijn vaatverwijders.
Bis(2-hydroxyethyl)isosorbide kan als co-monomeer in polymeren verwerkt worden.
Esters van isosorbide kunnen gebruikt worden als weekmaker in plastics.
De dimethylether, dimethylisosorbide, is een heldere, olieachtige vloeistof. Ze kan gebruikt worden als oplosmiddel voor bepaalde farmaceutische stoffen, onder meer voor spierverslappers zoals methocarbamol en meprobamaat en voor acetylsalicylzuur (aspirine), evenals voor cosmetische stoffen.